# 1929 год в спорте
Список 1929 год в спорте перечисляет спортивные события, произошедшие в 1929 году.

## СССР

### Футбол
- ФК «Пищевики» в сезоне 1929;
- Создан клуб «Ротор»;

### Шахматы
- Всесоюзное первенство 1929;
- Чемпионат СССР по шахматам 1929;

## Международные события
- Чемпионат Европы по конькобежному спорту 1929;
- Чемпионат Европы по фигурному катанию 1929;
- Чемпионат мира по лыжным видам спорта 1929;
- Чемпионат мира по снукеру 1929;
- Чемпионат мира по фигурному катанию 1929;

### Баскетбол
Созданы клубы:
- «АСК Рига»;
- ВЭФ;
- «Галатасарай»;
- «Лимож»;
- «Нимбурк»;
- «Панеллиниос»;
- «Страсбур»;

### Футбол
- Второй дивизион Испании по футболу 1929/1930;
- Кубок Испании по футболу 1928/1929;
- Матчи сборной Польши по футболу 1929;
- Футбольная лига Англии 1928/1929;
- Футбольная лига Англии 1929/1930;
- Чемпионат Исландии по футболу 1929;
- Чемпионат Испании по футболу 1929;
- Чемпионат Испании по футболу 1929/1930;
- Чемпионат Северной Ирландии по футболу 1928/1929;
- Чемпионат Северной Ирландии по футболу 1929/1930;
- Чемпионат Уругвая по футболу 1929;
- Чемпионат Югославии по футболу 1929;
- Созданы клубы:
  - «Аль-Ахли» (Хартум);
  - «Алькала» (Алькала-де-Энарес);
  - «Алькояно»;
  - «Альтах»;
  - «Арка»;
  - «Барнечеа»;
  - «Беневенто»;
  - «Интер» (Запрешич);
  - «Катандзаро»;
  - «Кеблавик»;
  - «Коронель Болоньеси»;
  - «Кьево»;
  - «Локомотив» (Мездра);
  - «Миккелин Паллоильят»;
  - «Олимпик» (Беджа);
  - «Омония» (Арадиппу);
  - «Островец-Свентокшиски»;
  - «Реал Эспанья» (Сан-Педро-Сула);
  - «Росс Каунти»;
  - «Сент-Патрикс Атлетик»;
  - «Серрито»;
  - «Хабнарфьордюр»;
  - «Шпортфройнде» (Лотте);
  - «Эрготелис»;

### Хоккей с шайбой
- НХЛ в сезоне 1928/1929;
- НХЛ в сезоне 1929/1930;
- Чемпионат Европы по хоккею с шайбой 1929;
- Созданы клубы:
  - «КалПа»;
  - ЛКС (Лодзь);
  - «Олимпия» (Любляна);
  - «Оцеларжи»;
  - «Пльзень 1929»;
  - «Попрад»;
  - «СаПКо»;
  - ХПК;
  - «Чиксереда»;

### Шахматы
- Карлсбад 1929 (шахматный турнир);
- Матч за звание чемпиона мира по шахматам 1929;

## Персоналии

### Родились
- 27 апреля — Нина Аполлоновна Пономарёва, советская легкоатлетка, метательница диска, восьмикратная чемпионка СССР, двукратная олимпийская чемпионка, рекордсменка мира.

### Скончались
- 30 октября — Норман Причард, индийский легкоатлет и актёр, дважды серебряный призёр летних Олимпийских игр 1900 (род. 1875).